# Law & Order (seizoen 7)
Dit artikel vat het zevende seizoen van Law & Order samen.

## Hoofdrollen
- Jerry Orbach - hoofdrechercheur Lennie Briscoe
- Benjamin Bratt - rechercheur Rey Curtis
- S. Epatha Merkerson - inspecteur Anita Van Buren
- Sam Waterston - eerste hulpofficier van justitie Jack McCoy
- Carey Lowell - hulpofficier van justitie Jamie Ross
- Steven Hill - officier van justitie Adam Schiff

## Terugkerende rollen
- Carolyn McCormick - dr. Elizabeth Olivet
- Leslie Hendrix - dr. Elizabeth Rodgers
- John Fiore - rechercheur Tony Profaci
- David Lipman - rechter Morris Torledsky

## Afleveringen
| Aflevering | Titel           | Regisseur           | Schrijver                              | Uitzenddatum      | Selectie gastrollen |
| --- | --------------- | ------------------- | -------------------------------------- | ----------------- | --- |
| 1. | Causa Mortis    | Ed Sherin           | René Balcer                            | 18 september 1996 | George N. Martin - Abe Mercer Cyndi Cartagena - Anna Galvez Louise Sorel - Marcy Fletcher Wrightman Lawrence Arancio - Ian Rankin David Zayas - Raoul Cervantes Ted Kazanoff - rechter Daniel Scarletti |
| McCoy moet nu met een nieuwe assistente werken, Jamie Ross, en zij moeten samen meteen vol aan de bak. Ze moeten iemand voor de rechtbank brengen die verdacht wordt van carjacking waarbij de bestuurder, een lerares, werd vermoord uit angst dat ze zou praten. In de auto is een cassette ontdekt waarop te horen is hoe de dode smeekt voor haar leven, maar de cassette wordt uitgesloten als bewijs wat een grote tegenslag is voor de aanklagers. Via andere wegen weten de aanklagers uiteindelijk alsnog tot een schuldigverklaring te komen, en alvorens de strafmaat bepaald wordt laat McCoy alsnog de cassette horen. Deze was immers weliswaar uitgesloten als bewijs voor het feit maar niet als bewijs voor strafverzwarende omstandigheden, zodat de dader goede kans maakt om de doodstraf opgelegd te krijgen. |                 |                     |                                        |                   | |
| 2. | I.D.            | Constantine Makris  | Ed Zuckerman                           | 25 september 1996 | Gerry Bamman - Stan Gillum Aida Turturro - receptioniste Stephen Mendillo - Jeffrey London Pamela Gray - Lucy Sullivan Dicky Fine - Perkles Jerry Adler - rechter Nathan Marks |
| Er wordt een dode vrouw gevonden in een lift en Curtis en Briscoe gaan op onderzoek uit. Zij pakken een verdachte op die de zus is van het slachtoffer en brengen haar voor het gerecht. De aanklagers ontdekken dat de identiteit van de zus en het slachtoffer verwisseld zijn, ondertussen hebben zij ook problemen met de jury die steeds vijandiger wordt ten opzichte van Ross. |                 |                     |                                        |                   | |
| 3. | Good Girl       | Jace Alexander      | Jeremy R. Littman                      | 7 oktober 1996    | Dennis Boutsikaris - Al Archer Chelsea Altman - Danielle Mason Tommy Hollis - Ed Monroe Jennifer Esposito - Gina Tucci Giancarlo Esposito - mr. Baylor Joan Copeland - rechter Rebecca Stein |
| Wanneer een jonge Afro-Amerikaanse man wordt vermoord gaan Curtis en Briscoe op onderzoek uit. Zij vinden een verdachte, een blanke vrouwelijke tiener, die later verklaart dat zij eerder verkracht is door het slachtoffer. De politie heeft hier twijfels bij en arresteert haar. Hierdoor wordt de zaak opgeblazen tot een rassenkwestie: de zwarte gemeenschap is boos dat de rechtszaak niet voortvarend genoeg wordt aangepakt, de blanke gemeenschap is boos dat een blanke vrouw die haar zwarte aanvaller doodt uit zelfverdediging wordt opgepakt. Dieper graven brengt uiteindelijk de ware oorzaak aan het licht; de twee hadden een geheime relatie omdat haar racistische vader (die haar bovendien mishandelde) geen zwarte schoonzoon kon tolereren. De jongen maakte echter een einde aan de relatie omdat hij niet meer tegen dat stiekeme gedoe kon. Hij was voor de tiener de liefde van haar leven en uit vertwijfeling doodde ze haar vriendje, een crime passionel. De zaak wordt geschikt met 15 jaar gevangenisstraf voor het meisje. |                 |                     |                                        |                   | |
| 4. | Survivor        | Vincent Misiano     | Barry M. Schkolnick                    | 23 oktober 1996   | Karen Allen - Judith Sandler Tovah Feldshuh - Danielle Melnick Larry Keith - Francis Dunlap Lee Bryant - mrs. Campbell Lenka Peterson - Ann Schoenberg Lynn Cohen - rechter Elizabeth Mizener |
| Wanneer een verzamelaar van zeldzame munten wordt vermoord gaan Curtis en Briscoe op onderzoek uit. Zij krijgen een verdachte op het oog, een miljonair, en de rechercheurs ontdekken het bestaan van een verzameling extreem zeldzame munten die behoren aan een Holocaustoverlevende. Ross moet ook een onderzoek starten om deze verzameling terug te vinden. |                 |                     |                                        |                   | |
| 5. | Corruption      | Matthew Penn        | René Balcer & Gardner Stern            | 30 oktober 1996   | Kevin Conway - John Flynn Caroline Kava - Betty Abrams Don Billett - Ed Richter Skipp Sudduth - rechercheur interne zaken Kirk Acevedo - Richie Morales Jeff Williams - Kenny Edwards Josef Sommer - rechter Lawrence Hellman |
| Curtis, ontzet door de aantijgingen door een oude partner van Briscoe, kijkt naar bewijzen van interne zaken die zij hebben tegen Briscoe. Briscoe is beschuldigd van drugsdiefstal na een arrestatie. Curtis vindt bewijzen van corruptie in het onderzoek tegen Briscoe en dat zet de aanklagers in een race met een ambitieuze rechter. |                 |                     |                                        |                   | |
| 6. | Double Blind    | Christopher Misiano | Jeremy R. Littman William N. Fordes    | 6 november 1996   | John Bedford Lloyd - dr. Christian Varick Mark Bateman - Alan Sawyer E. Katherine Kerr - mrs. Sawyer Dan Ziskie - Fred Sawyer Tom O'Rourke - Peter Behrens Richard Hamilton - James 'Jimmy the Pin' Poulos Susan Blommaert - rechter Rebecca Steinman Fred J. Scollay - rechter Andrew Barsky Ben Hammer - rechter Herman Mooney |
| Na de moord op een conciërge van een universiteit worden Curtis en Briscoe met het onderzoek belast. Zij vinden een verdachte, het is een student scheikunde die lijdt aan schizofrenie. In de rechtbank verklaart een professor dat de verdachte onderdeel is van een studie naar medicijnen tegen schizofrenie en dat zijn ziekte onder controle is. |                 |                     |                                        |                   | |
| 7. | Deadbeat        | Constantine Makris  | Ed Zuckerman & I.C. Rapoport           | 13 november 1996  | Val Avery - Max Schaeffer Deborah Hedwall - Arlene Webber Arlene Webber - Caroline Bennett Renee Props - Victoria Lewis Vincent Pastore - Jimmy Pogosian Nick Sandow - Pete Pogosian Scott Sowers - Joe Kirby Jerry Stiller - Sam Pokras Madeline Lee Gilford - rechter Susan Amberger                                           |
| De moord op een waardeloze vader met een zoon die lijdt aan leukemie houdt McCoy en Ross flink bezig. Zij zitten nu met een sympathieke dader en een moreel dilemma. De verdachte claimt zelfverdediging en het eindoordeel hangt alleen nog af van de vraag wie het moordwapen als laatste in bezit had. |                 |                     |                                        |                   | |
| 8. | Family Business | Lewis H. Gould      | Gardner Stern Barry M. Schkolnick      | 20 november 1996  | Anne Twomey - Kate Bergreen-Spiegel Jean De Baer - Laura Bergreen Joseph Wiseman - Seymour Bergreen Richard Venture - Douglas Greer Victor Slezak - Jeffery Arbaugh |
| Wanneer de winkeleigenaar Richard Speigel vermoord wordt gevonden in de lift van zijn zaak gaan, Curtis en Briscoe op onderzoek uit. Zij ontdekken dat de vrouw van het slachtoffer een affaire had met een spirituele goeroe en dat zijn zus de winkel ondeskundig beheerde en daarmee een financiële ramp veroorzaakt. Als de rechercheurs het moordwapen vinden dat behoort aan de goeroe, zitten er vingerafdrukken op van de zus. De vrouw en de zus worden allebei opgepakt en na een nacht in de cel verklaart de vrouw dat de zus het gedaan heeft. Als zij dit moet verklaren in de rechtbank eist zij immuniteit. Nu is het aan McCoy wie hij moet geloven en moet vervolgen. |                 |                     |                                        |                   | |
| 9. | Entrapment      | Matthew Penn        | René Balcer & Richard Sweren           | 8 januari 1997    | Chris McKinney - Huey Tate Gloria Foster - Satima Tate Michelle Hurd - Angela Roney Ron C. Jones - Roland Books Samuel E. Wright - Dubois Michael Gaston - Ron Fletcher Donna Hanover - rechter Deborah Burke |
| Wanneer een bekende leider van het Afrikaans/Amerikaans congres wordt vermoord gaan Curtis en Briscoe op onderzoek uit. Zij vinden een verdachte, Huey Tate, en willen hem laten vervolgen. McCoy vindt weerstand als de FBI roet in het eten komt gooien, het blijkt dat Tate een informant is van de FBI en onder hun bescherming staat en zij staan niet toe dat hij meewerkt. McCoy staat nu voor een dilemma, geeft hij de verdachte op of gaat hij het gevecht aan met de machtige FBI. |                 |                     |                                        |                   | |
| 10. | Legacy          | Brian Mertes        | Ed Zuckerman Jeremy R. Littman         | 15 januari 1997   | Christine Farrell - forensisch onderzoekster Arlene Shrier Frances Sternhagen - Estelle Muller Bradley White - Jim Shepherd Tom Riis Farrell - Howard Philips / dr. Paul Sackett |
| Wanneer een willekeurige schietpartij met dodelijke afloop plaatsvindt gaan Curtis en Briscoe op onderzoek uit. De zaak leidt hen naar een koelbloedige huurmoordenaar en de enige manier om hem te pakken is als Briscoe doelwit van hem wordt. De rechtszaak wordt gecompliceerd als het duidelijk wordt dat het slachtoffer was vermoord als vergelding van een moord die hij drie jaar geleden heeft gepleegd. |                 |                     |                                        |                   | |
| 11. | Menace          | Constantine Makris  | Barry M. Schkolnick I.C. Rapoport      | 5 februari 1997   | John Cullum - Harold Dorning Christopher Cousins - Robert Dorning Caitlin Clarke - advocate van Robert Dorning John Ellison Conlee - Mike McDugan James Georgiades - mr. Marsh |
| Wanneer een vrouw van een brug springt onderzoeken Curtis en Briscoe of het zelfmoord of moord is, het lijkt op zelfmoord. Maar verder onderzoek wijst uit dat de vrouw net voor de sprong betrokken was bij een kleine aanrijding en dat zij gesprongen heeft om weg te vluchten van een boze man van de aanrijding. Als McCoy er niet in slaagt om hem te veroordelen graven zij dieper in de oorzaak en komen erachter dat de aanrijding niet zo toevallig was als eerst werd aangenomen. Ondertussen heet Curtis privé problemen als hij zijn huis wordt uitgezet nadat hij een affaire (zie Aftershock, aflevering 23 seizoen 6) heeft toegegeven aan zijn vrouw. |                 |                     |                                        |                   | |
| 12. | Barter          | Dan Karlok          | René Balcer & Eddie Feldmann           | 12 februari 1997  | George DiCenzo - Sam 'Bunny' Russo Scott Bryce - Steven Tashjian Dana Reeve - Susan Tashjian Victor Argo - Enrique Flores Greer Goodman - advocaat van Enrique Flores Olga Merediz - rechter Louise Castillo |
| Wanneer iemand wordt vermoord denken Curtis en Briscoe dat het slachtoffer niet het goede doelwit was. Als het goede doelwit toch wordt vermoord ontdekken zij dat een woekeraar een levensverzekering op het slachtoffer had afgesloten. Als McCoy de woekeraar wil vervolgen neemt hij een groot risico met zijn methode om de zaak rond te krijgen. |                 |                     |                                        |                   | |
| 13. | Matrimony       | Lewis H. Gould      | Ed Zuckerman & Richard Sweren          | 19 februari 1997  | George Grizzard - Arthur Gold Arija Bareikis - Kim Triandos Anna Kathryn Holbrook - Velma Darcy Michael Lombard - Robert Mallors Boyd Gaines - Oliver Shain |
| Wanneer Curtis en Briscoe nieuwe bewijzen krijgen in verband met de moord op een oudere filantroop gaan zij een nieuw onderzoek aan. Ze denken dat de advocaat van de filantroop en zijn jongere vrouw samen een samenzwering hebben gesmeed en hem hebben vermoord. Nu is het aan McCoy om dit te bewijzen en merkt hij al snel dat dit makkelijker gezegd is dan gedaan. |                 |                     |                                        |                   | |
| 14. | Working Mom     | Jace Alexander      | Jeremy R. Littman & I.C. Rapoport      | 26 februari 1997  | Elaine Stritch - Lanie Stieglitz Felicity Huffman - Hillary Colson Jodie Markell - Sondra Benton Richard Poe - Mac Bernum John Cunningham - Daniel Metzler |
| Bij een schietpartij in een buurt waar veel prostituees werkzaam zijn komt een ex-politieagent om het leven. Curtis en Briscoe gaan op onderzoek uit en komen uit bij twee lokale huisvrouwen die stiekem dure prostituees zijn. Als er bij het slachtoffer in de schaamstreek lippenstift wordt gevonden wordt dat vergeleken met lippenstift van de twee huisvrouwen, bij één ervan is een match. McCoy begint met de rechtszaak tegen haar en denkt een makkelijke zaak te krijgen, maar de verdachte verklaart dat zij verkracht is en ze huurt een beroemde vrouwenrechten advocate in om haar te verdedigen. |                 |                     |                                        |                   | |
| 15. | D-Girl          | Ed Sherin           | René Balcer Ed Zuckerman Gardner Stern | 13 maart 1997     | Keith Szarabajka - Neil Gorton Lauren Graham - Lisa Lundquist Scott Cohen - Eddie Newman Jeffrey D. Sams - Evan Grant Paul Hecht - dr. Dan Duvall John Newton - rechter Eric Caffey |
| Wanneer er een lijk zonder hoofd uit de rivier wordt gevist moeten Curtis en Briscoe op onderzoek uit. Het onderzoek brengt hen in Los Angeles om een bloedmonster te krijgen van de hoofdverdachte. McCoy is in New York druk bezig om een rechter te vinden die toestemming kan en wil geven voor deze procedure. Ondertussen krijgt Curtis in Los Angeles romantische gevoelens voor een vrouw van wie hij wel gecharmeerd is. |                 |                     |                                        |                   | |
| 16. | Turnaround      | Ed Sherin           | René Balcer Ed Zuckerman Gardner Stern | 20 maart 1997     | Keith Szarabajka - Neil Gorton Lauren Graham - Lisa Lundquist Scott Cohen - Eddie Newman Jeffrey D. Sams - Evan Grant Paul Hecht - dr. Dan Duvall Jude Ciccolella - Allen Scherick |
| In New York proberen Curtis en Briscoe het schema van de verdachte naast de nacht van de moord te leggen om hem zo daar te plaatsen. Terwijl zij hiermee bezig zijn vinden zij iemand anders die op de plek van de moord was, en belangrijker, die een sterker motief heeft voor de moord. Als het arrestatiebevel is uitgevaardigd voor deze persoon vliegen McCoy en Ross naar Los Angeles om het bevel te verdedigen. De verdachte vecht het bevel aan. De advocaat die de verdachte bijstaat is de ex-man van Ross. |                 |                     |                                        |                   | |
| 17. | Showtime        | Ed Sherin           | René Balcer Ed Zuckerman Gardner Stern | 27 maart 1997     | Keith Szarabajka - Neil Gorton Lauren Graham - Lisa Lundquist Scott Cohen - Eddie Newman Paul Hecht - dr. Dan Duvall Michael Zaslow - Ben Hollings Janeane Garofalo - Greta Heiss Bernie McInerney - rechter Michael Callahan |
| De rechtszaak tegen Eddie Newman gaat beginnen maar de kansen voor de aanklagers worden al snel minder als zij hun tegenstanders zien. Het is een dream team aan verdedigings advocaten die bijna nooit verliezen. Ross krijgt ook veel problemen met haar ex-man en tevens advocaat van de tegenpartij. Ondertussen krijgt Curtis veel spanning te verduren met zijn relatie met Lisa wat hem zijn huidige huwelijk kan kosten. |                 |                     |                                        |                   | |
| 18. | Mad Dog         | Christopher Misiano | René Balcer                            | 2 april 1997      | Burt Young - Lewis Darnell Lisa LoCicero - Janeane Darnell Ned Eisenberg - James Granick David Fonteno - Munro Dan Frazer - J. McLellan Stephen Henderson - rechter Gerald Mowat |
| Wanneer een serieverkrachter voorwaardelijk vrijkomt en er een nieuwe verkrachting is met moord met dezelfde methode als die van de serieverkrachter, eist McCoy van Curtis en Briscoe om achter hem aan te gaan. De rechercheurs kunnen niet genoeg bewijzen verzamelen om hem te arresteren. McCoy dwingt de rechercheurs om de verdachte te volgen en onder druk te zetten. |                 |                     |                                        |                   | |
| 19. | Double Down     | Arthur W. Forney    | Richard Sweren Shimon Wincelberg       | 16 april 1997     | Luke Reilly - Henry H. Harp Edie Falco - Sally Bell Theresa Merritt - Ruth Titus Marlene Forte - Sandra Pena Shawn Elliott - rechter Dominic Santos |
| Wanneer een man wordt ontvoerd wordt een verdachte opgepakt, hij eist immuniteit als hij de ontvoerde man kan leveren. Als McCoy akkoord gaat vinden zij de ontvoerde man dood en het blijkt om een politieagent te gaan die buiten dienst was. De politie eist van McCoy dat hij nu toch de verdachte vervolgt en Curtis en Briscoe denken dat de verdachte wist dat de ontvoerde man al dood was voordat hij de immuniteit eiste. McCoy zit nu in een moeilijk parket, schendt hij de afspraak of laat hij hem gaan. |                 |                     |                                        |                   | |
| 20. | We Like Mike    | David Platt         | Gardner Stern I.C. Rapoport            | 30 april 1997     | Casey Siemaszko - mr. Shuman Stuart Burney - Joostens Benny Nieves - Ricky Garcia Fernando López - Tony Garcia Reiko Aylesworth - Tiffany Sherman John Doman - Frank Gottlieb |
| Wanneer een jonge man iemand wil helpen met een lekke band, wordt hij de belangrijkste verdachte als deze wordt vermoord. Als later de echte moordenaar wordt gevonden vraagt McCoy aan de jonge man of hij zijn belangrijkste getuige wil worden. Als hij hier ja op zegt krijgt hij al snel spijt van zijn beslissing. |                 |                     |                                        |                   | |
| 21. | Passion         | Constantine Makris  | Barry M. Schkolnick Richard Sweren     | 7 mei 1997        | Sara Botsford - Diane Posner Oren Sofer - Austin Posner Cynthia Harris - Adele Diamond Everett Quinton - Jeffrey Weiss Robert Foxworth - professor Charles Evans |
| Wanneer een knappe jonge boekenredactrice wordt vermoord gaan Curtis en Briscoe op onderzoek uit. Het onderzoek wijst uit dat zij een affaire had met een van haar auteurs. De rechercheurs verdenken de auteur van de moord terwijl deze volhoudt dat zij een goede relatie hadden. Dan blijkt er een derde partij in het spel te zijn, de redactrice hield er een driehoeksverhouding op na met de auteur en een jaloerse advocaat. Nu is het aan McCoy om te achterhalen wie hij moet vervolgen. |                 |                     |                                        |                   | |
| 22. | Past Imperfect  | Christopher Misiano | Janis Diamond                          | 14 mei 1997       | Rene Augesen - Sonja Harlann Katherine Borowitz - Marjorie 'Marge' Larson Bray Poor - Grant Silverman Paul Lieber - Jimmy Burke Adam Kaufman - Douglas Burke David McCallum - Craig Holland |
| Wanneer een voormalig model wordt vermoord krijgen Curtis en Briscoe een verrassende uitslag van het lab, het DNA van het slachtoffer wijkt af van haar familie, het blijkt dat de dader familie is van het slachtoffer. McCoy krijgt een probleem als de verdachte verklaart dat de belangrijkste getuige van McCoy haar advocate is en dat de advocate dus geheimhoudingsplicht heeft. |                 |                     |                                        |                   | |
| 23. | Terminal        | Constantine Makris  | René Balcer Ed Zuckerman               | 21 mei 1997       | Jack Gilpin - mr. Axtell Dani Klein - Susan Beckner Lianna Pai - Carolyne Trang Kent Williams - Hank Coburn Roy Thinnes - Victor Panatti Michael P. Moran - rechter Horace Barclay |
| Curtis en Briscoe ontdekken een verdachte man die er een geheim leven op nahoudt, als zij uitzoeken wie het vuur heeft geopend op een groep mensen op een boot. De zaak die McCoy voert in de rechtbank tegen de verdachte wordt overschaduwd door het feit dat Schiff bij de gouverneur aan het lobbyen is voor de doodstraf voor de verdachte. Terwijl Ross de zaak voortzet tegen de verdachte helpt McCoy Schiff met zijn strijd om de doodstraf te kunnen eisen. Ondertussen krijgt Schiff een klap te verwerken, zijn vrouw wordt met een hersenbloeding opgenomen in het ziekenhuis. |                 |                     |                                        |                   | |